# Joleon Lescott
Joleon Patrick Lescott (Birmingham, Inglaterra, 16 de agosto de 1982)  es un exfutbolista profesional inglés que jugaba como defensa central, aunque ocasionalmente jugó en otras posiciones en la línea defensiva, incluido la de lateral izquierdo. Actualmente trabaja como agente de enlace de jugadores prestados para el Manchester City, para quien también jugó durante cinco temporadas.

## Biografía
Lescott nació en Birmingham, West Midlands, y creció en el área de Quinton de la ciudad, donde asistió a la Escuela Secundaria Four Dwellings. Cuando tenía cinco años, Lescott fue atropellado por un automóvil fuera de su escuela primaria, sufriendo heridas graves en la cabeza que le dejaron cicatrices en la frente y la línea del cabello. 

## Carrera

### Wolverhampton Wanderers
Lescott debutó en la temporada 2000-01 ante el Sheffield Wednesday F. C. el 13 de agosto del año 2000. Al finalizar la campaña, fue nombrado el Supporters' Young Player por la afición de los Wolves, premio que lograría también la temporada siguiente.
Lescott empezó a ser titular en los Wolves. Durante la temporada 2002-03, solamente jugó un partido de liga, pero jugó todos los partidos de la FA Cup. También fue miembro del equipo que derrotó por 3-0 al Sheffield United F. C. para ganar la promoción de ascenso a la Premier League para la temporada 2003-04. Lescott declaró que era el mejor momento de su carrera.
A pesar de ello, tanto él como Matt Murray no pudieron debutar debido a una cirugía en la rodilla. Tras varios meses de rehabilitación, los Wolves le recuperaron para los últimos partidos. En octubre de 2005, renovó su contrato dos años y medio con los Wolves. Al finalizar la temporada 2005-06, fue seleccionado en el mejor equipo del campeonato, votado por los propios futbolistas. Además fue elegido como Mejor Jugador del Año del Wolverhampton Wanderers F. C..

### Everton
En 2006, Lescott fue fichado por el Everton F. C. por 1,5 millones de euros más objetivos. La transferencia fue realentizada por el Everton debido a que estaban realizándole pruebas en la rodilla después de la reconstrucción que había sufrido. Fue el tercer fichaje del Everton tras Tim Howard y Andrew Johnson. El Everton había vendido al danés Per Krøldrup en enero de 2006 y Matteo Ferrari regresó a la Roma tras su cesión, quedando Lescott como uno de los cuatro centrales del club.
Lescott debutó con el Everton en agosto de 2006 en un amistoso con victoria contra el Watford y su primer partido de la temporada fue contra el Tottenham Hotspur, tras una lesión de su compañero Alan Stubbs en el partido anterior contra el Blackburn Rovers. El encuentro fue la primera victoria del Everton en el White Hart Lane en dos décadas. Lescott fue elegido hombre del partido. Lescott fue titular al partido siguiente en el derbi contra el Liverpool F. C., con victoria para el Everton por 3-0. Su primer gol con el Everton fue el 2 de abril de 2007 contra el Aston Villa en un partido que acabó en empate a uno. Terminó la temporada como el segundo de la afición, por detrás de Mikel Arteta.
En la temporada 2007-08 anotó diez goles entre todas las competiciones, obteniendo el mayor porcentaje de goles en la Premier League: 42'1%.
El 8 de mayo, en los premios finales, fue votado como mejor jugador del Everton.
A principios de la 2007-08, Lescott fue movido al puesto de lateral izquierdo, después de que la sociedad entre Joseph Yobo y Phil Jagielka en el centro de la defensa diera gran resultado. El 7 de diciembre de 2007 anotó dos goles contra el Aston Villa, aunque su equipo perdió 3-2.
El 25 de enero de 2008, anotó el único gol de su equipo en la cuarta ronda de la FA Cup contra el Liverpool F. C. Al final su equipo cayó eliminado en el desempate.
Cerca del final de la temporada 2008-09, el Manchester City quiso hacerse con sus servicios, pero el Everton rechazó las dos ofertas del City. El 11 de agosto de 2009, pidió su traspaso por escrito.

### Manchester City
Tras pedir su traspaso, Lescott firmó con el Manchester City el 25 de agosto de 2009, uniéndose así a nombres como Carlos Tévez o Emmanuel Adebayor. El Everton recibió 20 millones de euros. Hizo su debut con los citizens contra el Crystal Palace en un partido de Copa de la Liga. Marcó su primer gol el 25 de octubre de 2009 contra el Fulham.

### West Bromwich Albion
A pesar del interés de Hull City y Stoke City, el 20 de junio de 2014, Lescott firmó por el West Bromwich Albion gratis, firmando un contrato de dos años con la opción de firmar por un año más. Fue el primer fichaje para el club por Alan Irvine, con quien había trabajado previamente en el Everton, y también conocía a su asistente Rob Kelly cuando jugó con los Wolves. Marcó su primer gol en la derrota 3-2 contra el Queens Park Rangers.

### Aston Villa
El 1 de septiembre de 2015, Lescott firmó con el club Aston Villa de la Premier League. Al firmar con el Villa, Lescott reveló a un periódico local que era fanático del equipo desde muy joven.
Lescott hizo su debut doce días después, jugando todo el encuentro en la derrota 3-2 ante el Leicester City. El 5 de diciembre, marcó su primer gol para el Villa, rematando un tiro de esquina de Jordan Veretout en el empate 1–1 en Southampton. Lescott anotó nuevamente para los villanos en lo que resultó ser el único gol en una victoria por 1-0 sobre el Crystal Palace el 12 de enero de 2016, siendo la segunda victoria del equipo en la temporada 2015-2016 y la primera en 20 partidos. El 6 de febrero de 2016, Lescott nuevamente marcó un gol en una victoria por 2-0 sobre el Norwich City.
Ocho días después, después de que el Aston Villa, el último clasificado, perdió 0-6 en casa ante Liverpool, Lescott provocó la ira de los fanáticos cuando tuiteó una foto de un automóvil de lujo. Más tarde afirmó que esto fue un accidente cuando su teléfono móvil estaba en su bolsillo, y se disculpó por su rendimiento. En una temporada que terminó con el descenso, las actuaciones, los esfuerzos y la actitud de Lescott fueron criticados por los fanáticos y la prensa.
En abril de 2016, Lescott volvió a enfurecer a los fanáticos con comentarios controvertidos después del descenso confirmado del club al Championship después de perder ante el Manchester United.

### AEK Atenas
El 29 de agosto de 2016, Lescott firmó con el club de la Superliga de Grecia AEK Atenas un contrato de dos años. El defensor de 34 años sufrió una lesión de cartílago desprendido en la rodilla mientras andaba en bicicleta por su departamento. La lesión descartó a Lescott por el resto de la temporada. El jugador se negó a recibir ayuda de los médicos del equipo e insistió en completar su rehabilitación en el Reino Unido. El AEK Atenas no estuvo de acuerdo con los deseos del jugador y demandas adicionales, lo que resultó en la rescisión de su contrato el 14 de noviembre de 2016 por mutuo consentimiento. 

### Sunderland
El 24 de enero de 2017, el Sunderland firmó a Lescott hasta el final de la temporada. Su salida fue confirmada el 9 de junio de 2017.

## Selección inglesa
Debutó con la absoluta el 13 de octubre de 2007 ante Estonia reemplazando a Rio Ferdinand durante el descanso con Inglaterra ganando 3 a 0. Participó en la Eurocopa 2012, anotando el primer gol de su selección en el torneo ante Francia.

### Participaciones en Eurocopas
| Eurocopa      | Sede              | Resultado        |
| ------------- | ----------------- | ---------------- |
| Eurocopa 2012 | Polonia y Ucrania | Cuartos de final |

## Clubes
| Club                    | País       | Temporadas  |
| ----------------------- | ---------- | ----------- |
| Wolverhampton Wanderers | Inglaterra | 2000 - 2006 |
| Everton                 | Inglaterra | 2006 - 2009 |
| Manchester City         | Inglaterra | 2009 - 2014 |
| West Bromwich Albion    | Inglaterra | 2014 - 2015 |
| Aston Villa             | Inglaterra | 2015 - 2016 |
| AEK Atenas              | Grecia     | 2016        |
| Sunderland              | Inglaterra | 2017        |

## Palmarés
| Título          | Club            | País       | Año  |
| --------------- | --------------- | ---------- | ---- |
| FA Cup          | Manchester City | Inglaterra | 2011 |
| Premier League  | Manchester City | Inglaterra | 2012 |
| Capital One Cup | Manchester City | Inglaterra | 2014 |
| Premier League  | Manchester City | Inglaterra | 2014 |